# Mercier
Mercier – miasto w Kanadzie, w prowincji Quebec.